# Mozilla Sunbird
Mozilla Sunbird foi um gerenciador de informações pessoais livre, de código aberto e multiplataforma desenvolvido pela Mozilla Foundation com a colaboração de vários voluntários.
O projeto Sunbird é um redesenho do já descontinuado componente Mozilla Calendar, que fazia parte da suíte de aplicações Mozilla.
A aplicação está disponível em duas versões:
- Mozilla Sunbird, aplicação autônoma que se instala e se usa de modo independente;
- Lightning, um complemento (extensão) que permite a utilização da aplicação de maneira integrada ao cliente de e-mails Mozilla Thunderbird.

Ambas versões são baseadas na mesma base de código e, portanto, oferecem basicamente as mesmas funcionalidades. Partindo da versão 0.3, são liberadas em conjunto sob o mesmo número de versão.
Foi desenvolvido como uma versão standalone do Lightning calendário e extensão de agendamento para Mozilla Thunderbird. Desenvolvimento de Sunbird terminou com a versão 1.0 beta 1 para se concentrar no desenvolvimento do Mozilla Lightning.

## História
Anunciado em julho de 2003, o Sunbird deriva-se do projeto Mozilla Calendar, cujo código original foi doado pela OEone Corporation (atual Axentra).

### Nome
Originário do inglês, o termo sunbird (que significa, literalmente, "pássaro do sol") designa o gênero de pássaro nectarinia, um pássaro tropical similar ao colibri difundido principalmente na África e Austrália. Leva este nome devido ao brilho metálico próprio da plumagem dos machos desta espécie. Este é o pássaro que simboliza o logotipo do Sunbird.

### Logotipo
Durante a chamada para o início de desenvolvimento do tema oficial do Sunbird, datada de 15 de Junho de 2004, estabeleceu-se que o logotipo a ser criado deveria respeitar as seguintes metas:
- Desejável semelhança com os logotipos do Firefox e Thunderbird;
- Os logotipos do Firefox e Thunderbird exibem um animal e um objeto que representa a aplicação;
- Os logotipos são essencialmente circulares e retratam o animal curvado em torno do objeto da aplicação;
- A cor e orientação do animal deve ser diferenciada dos logotipos do Firefox e Thunderbird;
- Um calendário melhor representa o que o Sunbird faz (exibe e gerencia dados de tempo);
- É desejável ter o logotipo visualmente subordinado ao tema padrão do Sunbird.

Definidas as metas, partiu-se para a discussão das mesmas, que chegou às seguintes conclusões:
- Um colibri como criatura interagindo com um calendário parecia mais apropriado como um desenho conceito;
- Os animais dos logotipos do Firefox e Thunderbird são de cor laranja e azul, respectivamente. A fim de evitar confusões, o animal do Sunbird precisaria de uma cor diferente da sua própria para ajudar na identificação do logotipo em tamanho de ícone;
- Os pássaros em questão freqüentemente exibem penas verdes e amarelas;
- Um logotipo em tons vermelho e laranja (que foi a primeira proposta em pauta) ficaria visualmente muito próximo ao Firefox e que um logotipo "verde" era preferível.

Foi então que o designer gráfico americano Mark Carson criou o primeiro (e atual) logotipo oficial do Sunbird, após muitos esboços realizados.

### Histórico de lançamentos
| Legenda:      | Legenda:     | Legenda:      |
| ------------- | ------------ | ------------- |
| Versão antiga | Versão atual | Versão futura |

| Versão Gecko | Versão | Data de lançamento      | Mudanças significativas |
| ------------ | ------ | ----------------------- | --- |
| 1.8          | 0.2    | 4 de fevereiro de 2005  | - Versão inicial. |
| 1.9          | 0.3    | 11 de outubro de 2006   | - Nova arquitetura de armazenamento; - Interface mais intuitiva; - Redesenho das preferências; - Suporte a complementos; - Melhoria no suporte a localizações; - Várias melhorias na performance. |
| 1.9          | 0.3.1  | 19 de fevereiro de 2007 | - Ajustes de fusos horários. |
| 1.8.1        | 0.5    | 27 de junho de 2007     | - Interface mais polida; - Migração de dados automática; - Inúmeras melhorias na impressão, fiabilidade, performance e usabilidade.                                                               |
| 1.8.1        | 0.7    | 25 de outubro de 2007   | - Redesenho da interface, deixando-a mais limpa e agregando maior funcionalidade; - Suporte a novos idiomas (incluindo o português europeu).                                                      |
| 1.8.1        | 0.8    | 4 de abril de 2008      | - Novos ícones. |
| 1.8.1        | 0.9    | 23 de setembro de 2008  | - A estabilidade de aplicação e consumo de memória tem o estado aperfeiçoado. - Agora é mostrado um indicador de processo no carregamento de qualquer calendário.                                 |
| 1.9.1        | 1.0b1  | 2 de abril de 2010      | - Múltiplos alarmes podem ser definidos para um evento; - Suporte a CalDAV melhorado. |
| 1.9.1        | 1.0b2  | Junho de 2010           | |

### Fatos históricos

#### Contribuições da Sun
Durante a Conferência OpenOffice.org 2006 (OOoCon2006), Michael Bemmer, o então diretor de engenharia da Sun Microsystems e encarregado do desenvolvimento do OpenOffice.org e StarOffice, anunciou que a Sun está contribuindo significativamente no desenvolvimento do projeto Lightning, na intenção de agregar à suíte de aplicativos para escritório livre (OpenOffice.org) um gerenciador de informações pessoais completo, formado pela solução integrada provida pelo projeto Lightning.
Apesar da contribuição ser focada somente no Lightning, uma vez que ambos os projetos compartilhem da mesma base de código, toda contribuição a um deles é uma contribuição direta ao outro.